# Julierpass
Der Julierpass ⓘ (rätoromanisch im Idiom Puter Pass dal Gügliaⓘ, im Idiom Surmiran Pass digl Gelgiaⓘ, italienisch Passo del Giuliaⓘ) ist ein Alpenpass im Kanton Graubünden in der Schweiz. Mit einer Scheitelhöhe von 2284 m ü. M. verbindet er die Täler Oberhalbstein und Engadin. Auf der Passhöhe verläuft die Europäische Wasserscheide zwischen den Einzugsgebieten von Rhein und Donau.

## Routenbeschreibung

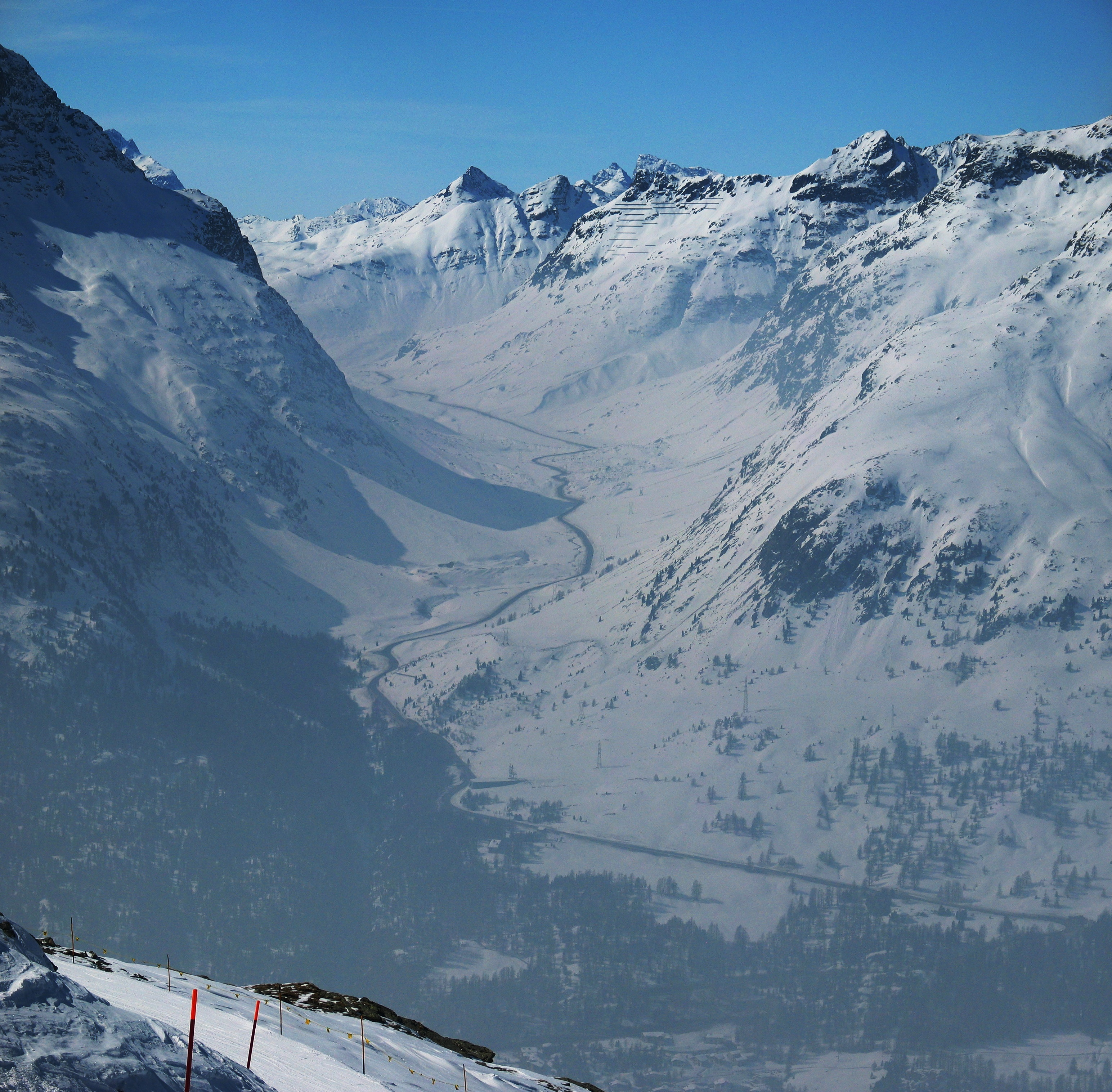
Ostrampe gesehen vom Skigebiet Corvatsch

Ostrampe bei Tauwetter

Während die Geschichte des Passes sich bis zu einer Nutzung zur römischen Zeit zurückverfolgen lässt, geht die moderne Route auf die zwischen 1820 und 1826 erbaute Strasse zurück. Der heutige Strassenverlauf führt zunächst von Tiefencastel (851 m) entlang des Flusses Julia über Savognin und Marmorera nach Bivio (1769 m). Hier, wo auch der für den motorisierten Verkehr gesperrte Weg zum Septimerpass abzweigt, beginnt die eigentliche Passstrasse. Nach 8,6 km ist die Höhe erreicht, von der die Strasse hinunter ins Engadin nach Silvaplana (1815 m) führt.
Die heute ausgebaute und ganzjährig geöffnete Verbindung ist Teil der Hauptstrasse 3 und überwindet eine Höhendifferenz von 1433 m, die maximale Steigung beträgt knapp 12 %. Die Fahrbahn ist durchgängig breiter als 5 m und einfach zu befahren.
Typisch für den landschaftlich reizvollen Streckenverlauf, besonders auf der wesentlich längeren Nordwestrampe (36 km) von Tiefencastel zum Pass hinauf, sind relativ flache Teilstücke, die immer wieder von kurzen „Treppen“ mit einigen steileren Kehren unterbrochen werden. Die Steigung beträgt hier durchschnittlich 4 % und maximal 12 %. Viel kürzer (7 km) mit einer durchschnittlichen Steigung von 6,7 % und einer maximalen von unter 12 % ist die Ostrampe von Silvaplana aus, allerdings beträgt der Höhenunterschied hier auch nur 469 m.
Zuoberst auf der Passhöhe liegt der Lej da las Culuonnas. Unterhalb eines kleinen Sees zwischen kahlen Wänden knapp unterhalb der Passhöhe am nördlichen Abhang liegt seit 1954 der etwa 1,4 km² grosse Marmorera-Stausee (Lai da Marmorera). Der Wasserspiegel des Stausees pendelt um 1680 m. Von Savognin kommend überwindet man die fast hundert Meter Höhe der Staumauer in mehreren spitzen Kehren, entlang des Sees verläuft die Strecke fast eben.
Der Julierpass ist Ausgangspunkt der Bündner Hauteroute, eines Fernwanderwegs, der auf der Nordseite des Engadins bis zum Flüelapass verläuft.

### Streckenprofil
| Ort          | Meter über Meer | Entfernung | Höhen- differenz | kumulierte Entfernung | Höhendifferenz gegenüber Start (Tiefencastel) |
| ------------ | --------------- | ---------- | ---------------- | --------------------- | --------------------------------------------- |
| Tiefencastel | 851 m           | –          | –                | –                     | –                                             |
| Savognin     | 1207 m          | 9 km       | 356 m            | 9 km                  | 356 m                                         |
| Rona         | 1408 m          | 5 km       | 201 m            | 14 km                 | 557 m                                         |
| Mulegns-Sur  | 1538 m          | 4,5 km     | 130 m            | 18,5 km               | 687 m                                         |
| Marmorera    | 1680 m          | 2,5 km     | 142 m            | 21 km                 | 829 m                                         |
| Bivio        | 1769 m          | 5 km       | 89 m             | 27 km                 | 918 m                                         |
| Passhöhe     | 2284 m          | 9 km       | 515 m            | 36 km                 | 1433 m                                        |
| Silvaplana   | 1815 m          | 7 km       | −469 m           | 43 km                 | 964 m                                         |

## Namensherkunft
Als erster Beleg des Namens gilt an den Berg Julien in einer Urkunde von 1365.
Rätoromanische Formen sind Güglia (1608), surmiranisch Gelgia.
Der Name ist vorrömisch, seine Verbindung mit Julius Cäsar (wie auch die des Septimerpass mit Septimius Severus) rein volksetymologisch.
Die Deutung des Namens als ein Reflex des gallischen Wort julo für Joch, Pass 
stammt von J. U. Hubschmied (1933).
Julius Pokorny hat diesen Vorschlag bekämpft und bevorzugte eine Deutung als "rätisch-illyrisches Wort" in Anlehnung an den thessalischen Bergnamen ιωλον.

## Geschichte

### Antike und Mittelalter
Schon länger wurde aufgrund von Siedlungsresten entlang der Route zum Pass Begehung seit der Bronzezeit angenommen. Erst 2019 wurden in der Nähe der Passhöhe Reste vorrömischer Kupferabbaustellen (bis ca. 1000 v. Chr.) entdeckt.
In römischer Zeit war der Julierpass einer der wichtigsten Alpenübergänge. Der Hauptvorteil des Passes liegt in seiner günstigen Topographie. Das einzige grössere Hindernis stellt die Schlucht des Crap Ses zwischen Tiefencastel und Savognin dar, die von den Römern mit einer Gegensteigung über Mon und Salouf umgangen wurde. Die auf prähistorische Bergstürze zurückgehenden «Treppenstufen» waren zwar mühsam zu überwinden, aber nicht gefährlich. Auch auf der eigentlichen Passstrecke zwischen Bivio und Silvaplana fehlen Geländeschwierigkeiten, ausserdem ist sie oft lawinensicher.
Die römischen Säulenfragmente, die neben der Strasse aufgestellt sind, stammen von einem Heiligtum auf der Passhöhe. 
Die Säulen werden seit dem 16. Jahrhundert immer wieder erwähnt, nach Tschudi (1538) waren sie umbgefallen und entzwey gebrochen, aufgerichtet hat man sie wohl im 17. Jahrhundert. Ausgrabungen von H. Conrad förderten 1934/5 dann auch das Fundament des römischen Heiligtums zutage.
An mehreren Stellen nachgewiesene Radspuren zeigen, dass der Pass damals mit hochrädrigen Karren befahren wurde. 
Bei Riom-Parsonz, nördlich des Passes, wurden die Reste einer Mutatio (Pferdewechselstation) ausgegraben.
| Römische Säulen auf der Passhöhe |

Im 9. Jahrhundert erwähnt das Urbar des Reichsgutes eine Herberge in Marmorera und eine Zollstation in Castelmur. Sowohl Julier als auch Septimer wurden im frühen Mittelalter begangen, und es ist unklar, welchem der beiden Pässe in dieser Zeit die grössere Bedeutung zukam. 
Für den damals vorherrschenden Saumverkehr fiel die schwierigere Topographie des Septimer weniger ins Gewicht als bei der Verwendung von Wagen, und spätestens mit der Erstellung einer Fahrstrasse über den Septimer 1387 verlor der Julier Verkehrsanteile. Ein weiterer Bedeutungsverlust zugunsten von Splügen und San Bernardino folgte nach 1437 mit dem Ausbau der Viamala.
Als Regionalverbindung von Mittelbünden ins Engadin blieb der Julierpass jedoch zu allen Zeiten wichtig. Nachdem der im Crap Ses seit dem Mittelalter nahe der Julia verlaufende Weg immer wieder durch Hochwasser und Hangrutschungen Schaden genommen hatte, wurde 1777 ein neuer Weg durch die Felsen gesprengt.

### Moderne Geschichte

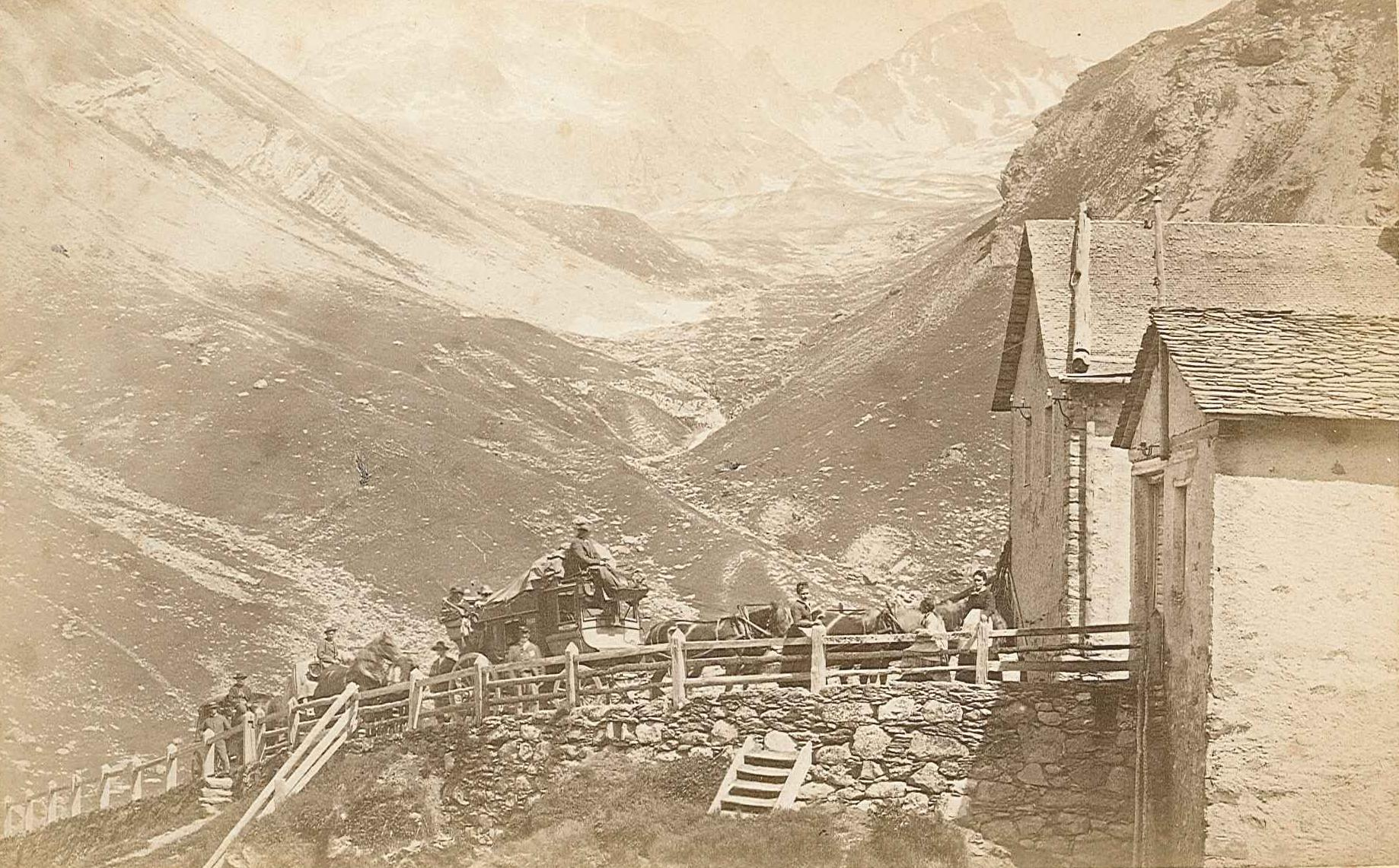
Hospiz auf dem Julierpass, um 1881

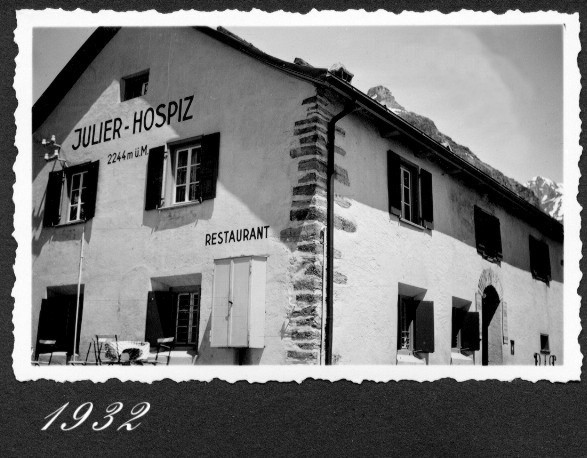
Julier-Hospiz im Jahre 1932

Der Kanton Graubünden liess ab 1820 eine neue Fahrstrasse durch Richard La Nicca bauen, die in groben Zügen dem bewährten Wegverlauf folgte und lediglich die Steilstufen durch Anlage von Kehren entschärfte. Erste grössere Ausbauten erfolgten in den 1930er-Jahren.
Am 20. August 1910 reichte die Firma E. Froté & Cie. in Zürich ein Konzessionsgesuch ein für den Bau und Betrieb einer elektrischen Bahn von Chur über die Lenzerheide, Tiefencastel und den Julierpass ins Engadin. Die Bundesversammlung erteilte die Konzession mit Bundesbeschluss vom 22. Juni 1911 gemäss Botschaft des Bundesrates vom 3. April 1911. Dieses Projekt wurde aber nicht realisiert.
Ab 1938 wurde auf der Passhöhe die Sperrstelle Julier errichtet, die das Vordringen militärischer Verbände aus dem Engadin nach Mittelbünden verhindern sollte. Die Sperrstelle bestand aus zwei Kavernen in den beiden Hängen oberhalb der Passhöhe, in denen Panzerabwehrkanonen und Maschinengewehre untergebracht waren. Zudem wurde eine Panzersperre, bestehend aus vor Ort gewonnenen Steinen, errichtet. Eine weitere Sperrstelle, die Sperrstelle Mulegns, befand sich an der Nordwestrampe nördlich der Ortschaft Mulegns. Beide Sperrstellen wurden in den 1990er-Jahren im Zuge des Konzepts Armee 95 aufgegeben.
Beim Bau des Lai da Marmorera um 1950 musste die Strasse auf etwa 3 km Länge verlegt werden. Seit den 1990er-Jahren wurde die Passstrasse an vielen Stellen ausgebaut, was abschnittsweise einem Neubau gleichkommt. So wird beispielsweise die exponierte Partie im Crap Ses seit 1992 durch einen 706 m langen Tunnel umfahren. Seit dem Sommer 2008 wird auf einem Teilstück der Nordseite eine neue Strasse angelegt, um die Anzahl der Kehren zu verringern. Im Jahr 2018 wurde die Umfahrung Silvaplana fertiggestellt.

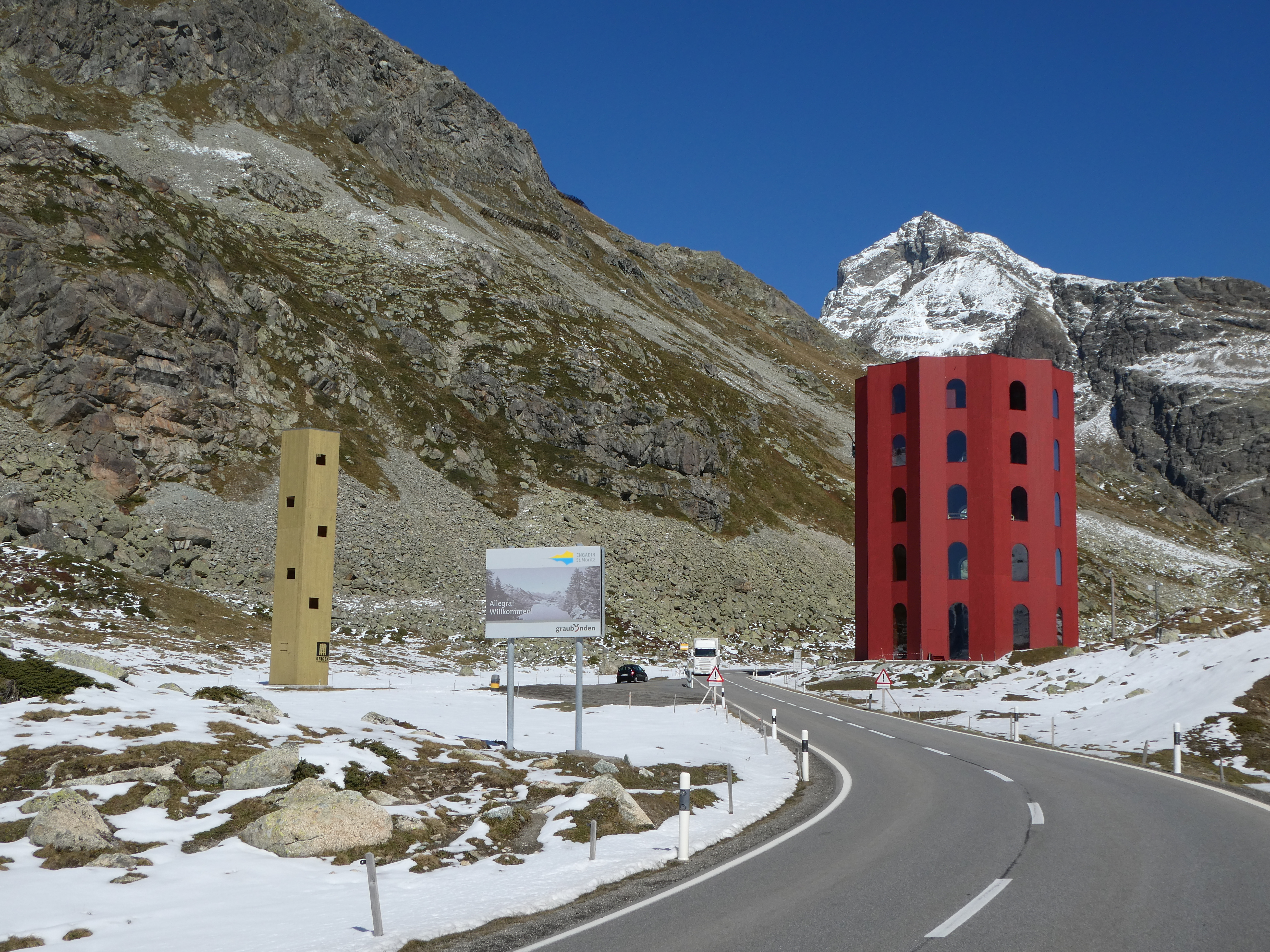
Das Juliertheater des Origen Festival Cultural auf dem Julierpass.

Der Schweizer Theaterregisseur Giovanni Netzer plante und verwirklichte den Bau eines 10-eckigen, temporären Theatergebäudes am Pass. Die Eröffnungspremiere war Anfang August 2017.